# Instituto de Matemáticas de la Universidad Nacional Autónoma de México

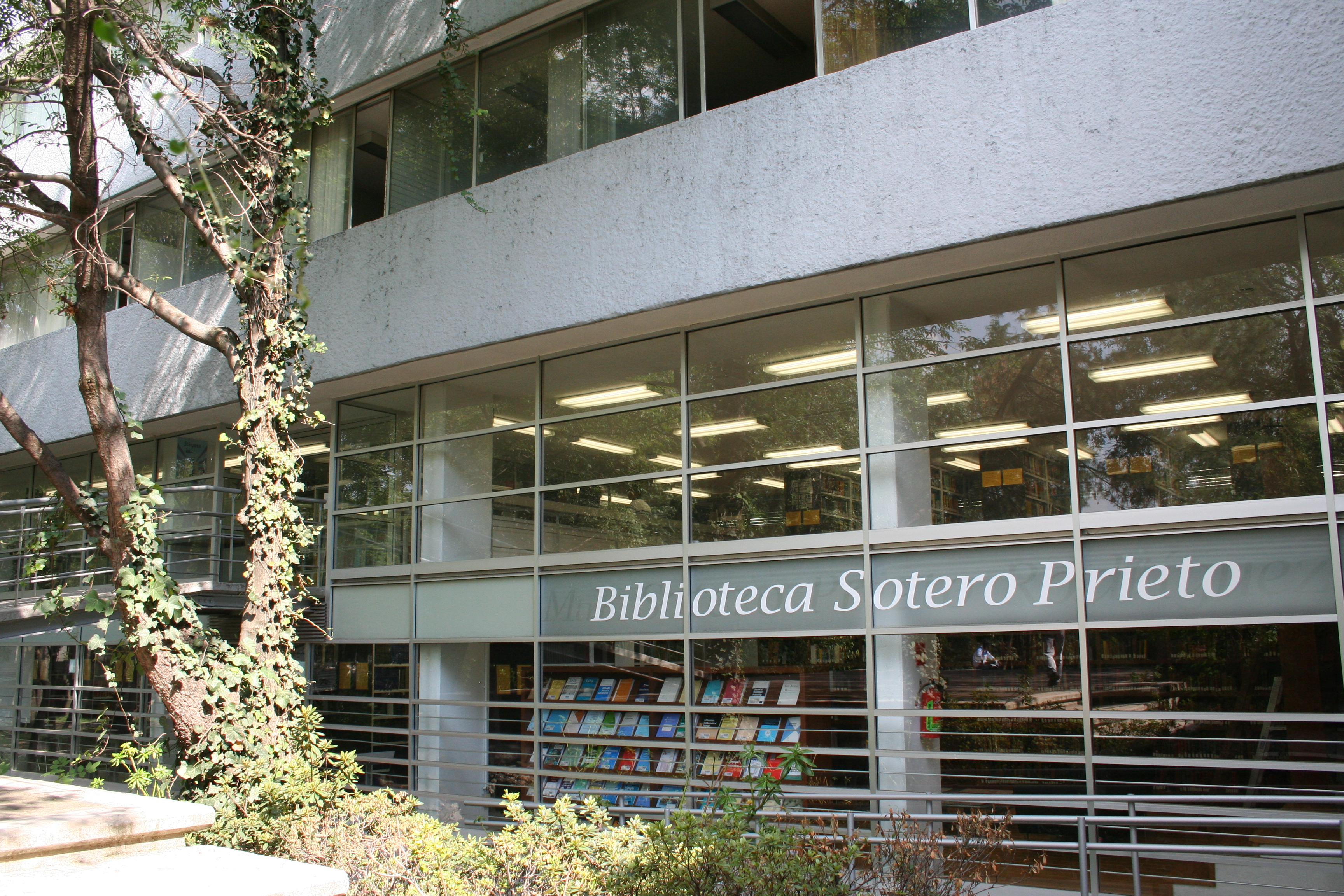
Biblioteca Sotero Prieto.

El Instituto de Matemáticas de la UNAM es la institución más antigua de México en la que se realiza profesionalmente investigación sobre muy variados temas de las matemáticas. Consta de su sede principal en Ciudad Universitaria en la Ciudad de México, y de tres unidades foráneas en Cuernavaca, Morelos, en Juriquilla, Querétaro, y en Oaxaca, Oaxaca.
Sus principales áreas de investigación son en ramas del álgebra, análisis, combinatoria, ecuaciones diferenciales parciales, probabilidad y topología.
Participa activamente en el posgrado en Ciencias Matemáticas de la UNAM.
En el aspecto internacional, es miembro de la Banff International Research Station de Banff, Canadá, del Simons Laufer Mathematical Sciences Institute (SLMath), California, y del International Centre of Theoretical Physics (ICTP), Italia, el cual reconoció a la Unidad de Cuernavaca como centro de excelencia.

## Antecedentes históricos  - Siglos XVI-XIX
El desarrollo de las matemáticas en México comienza a los cinco años de fundada la Real Universidad de México.  En efecto, en 1556 se publica en la Imprenta de Juan Pablos la obra Sumario compendioso de las cuentas de plata y oro que en los reinos del Perú son necesarias a los mercaderes y a todo tipo de tratantes, de Juan Díez Freyle.  Otra efeméride importante es la creación en 1637 en la Escuela de Medicina de la entonces llamada Real y Pontificia Universidad de México de la cátedra de astrología y matemáticas, cuyo primer ocupante fuese el mercedario Fray Diego Rodríguez (1596-1668), quien estaba al tanto de las teorías de Copérnico, Kepler, Tycho Brahe y Galileo en el aspecto de la astronomía, y de los adelantos en matemáticas de Tartaglia, Cardano y Neper.  En 1672 fue don Carlos de Sigüenza y Góngora (1645-1700) quien ocupó la cátedra.  Al morir éste, la cátedra cae en una crisis que finalmente la lleva a su desaparición.  Con ello vino un estancamiento en la enseñanza de las matemáticas, que no incorporaba los grandes avánces del último medio siglo, y se concretaba a presentar temas elementales.
Finalmente, al concluir el siglo XVIII se incorporan la geometría analítica y el cálculo diferencial e integral a la enseñanza en las nuevas instituciones educativas, muy particularmente en la Escuela de Minas.  Ésta despierta la admiración de Alexander von Humboldt por la calidad de sus egresados, particularmente en el conocimiento de las matemáticas. Décadas después, otras escuelas, como la de ingenieros, de medicina, de leyes, et cétera, incluían amplios programas de matemáticas.  Fue Gabino Barreda (1818-1881) quien encabezó esta reforma educativa e, incluso, se dio tiempo para escribir un libro sobre cálculo infinitesimal, dirigido a los alumnos de la Escuela Nacional Preparatoria.

## Gestación –sigloXX
Un eminente profesor de matemáticas y mecánica de la Escuela Nacional Preparatoria y del Colegio Militar, Eduardo Prado (1858-1914) destacaba hacia fines del siglo XIX.  Al fundarse la Universidad Nacional de México en 1910,  el presidente Porfirio Díaz lo reconoce con la investidura de doctor ex officio, junto con un selecto grupo de otros profesores.  A lo largo de su carrera escribe o traduce cuatro tratados sobre diversos temas de matemáticas para los alumnos del Colegio Militar.
Al refundarse la Universidad Nacional de México, se integra con la Escuela Nacional Preparatoria, la Escuela Secundaria de Mujeres, las Escuelas de Bellas Artes, de Comercio y Ciencias Políticas, Jurisprudencia, la de Ingenieros, Medicina, la Normal y la de Altos Estudios.  Como ya se dijo, fue la Preparatoria una de las escuelas donde las matemáticas cobraron importancia, pero también lo hicieron en la de Ingenieros y en la de Altos Estudios, donde la segunda de sus tres secciones se destinó a las ciencias exactas, la física y las ciencias naturales, reduciéndose a ciencias exactas en 1917, pero solo ofrecía cursos aislados de matemáticas.
Gracias a la persistencia de Antonio Caso, que en notas periodísticas promovía la creación de una Facultad de Letras y otra de Ciencias, se logró que la Escuela de Altos Estudios se convirtiera, en 1925, en la Facultad de Filosofía y Letras, sin lograr que pasara nada con la parte de ciencias.
Cuando la Universidad logra su autonomía en 1929, se hace una reforma que permitió crear en la Facultad de Filosofía y Letras una sección de Ciencias.  Fue Sotero Prieto Rodríguez (1884-1935) el primero en hacer conciencia de la importancia de impulsar el estudio de las matemáticas avanzadas y la investigación en matemáticas y física.  La influencia de Sotero Prieto se dejó sentir en diversas instituciones.  En la Escuela Nacional Preparatoria formó a Manuel Sandoval Vallarta (1899-1977), en la Escuela de Altos Estudios y en la Nacional de Ingenieros tuvo como discípulos a Alfonso Nápoles Gándara (1897-1992), a Nabor Carrillo Flores (1911-1967), Carlos Graef Fernández (1911-1988) y a Alberto Barajas (1913-2004).
En 1932, en la Sociedad Científica (Academia de Ciencias) Antonio Alzate se exponían sistemáticamente trabajos de investigación.  Sotero Prieto había creado la sección de matemáticas y organizaba el seminario en el que Sandoval, Carrillo, Graef, Nápoles y otros hablaban de física y matemáticas.  Ese mismo año empezaron a impartirse en la Facultad de Filosofía y Letras, de manera sistemática, cursos de matemáticas superiores a cargo de Nápoles Gándara.
En 1934, atendiendo a una invitación de Nápoles, la Universidad recibió la visita del distinguido matemático de origen holandés Dirk J. Struik (1894-2000).  Tal fue el éxito de sus conferencias, que como reacción el rector Manuel Gómez Morín propuso la creación de la Escuela de Ciencias Físicas y Matemáticas, fuera de la Facultad de Filosofía y Letras, que comenzó a funcionar el 1 de marzo de 1936.  El 1 de diciembre de 1937 se plantea la creación del Instituto de Investigaciones Físicas y Matemáticas que empieza sus trabajos el 1 de febrero de 1938 bajo la dirección del doctor Alfredo Baños (1905-1994).
El 1 de enero de 1939, bajo la dirección del ingeniero Ricardo Monges López, empiezan las actividades de la Facultad de Ciencias basada en un proyecto aprobado un mes antes.  De manera casi simultánea, el Consejo Universitario aprobó la creación de los Institutos de Física y de Matemáticas.  Este último, sin embargo, no inició sus funciones hasta el 30 de junio de 1942 bajo la dirección de Alfonso Nápoles Gándara.

## Los primeros años
El Instituto de Matemáticas comienza sus funciones en un salón del Palacio de Minería, en el centro histórico de la Ciudad de México, que alojaba la Escuela Nacional de Ingenieros, así como la recién creada Facultad de Ciencias y el ahora Instituto de Física. El Instituto estaba estructurado en tres áreas.  La de Matemáticas Puras estaba a cargo de Alberto Barajas y Roberto Vázquez, la de Matemáticas Aplicadas a cargo de Carlos Graef y la de Lógica y Fundamentos a cargo de Francisco Zubieta. Estos cuatro jóvenes investigadores y el director conformaban todo el personal académico del Instituto.
Dos hechos marcaron imborrablemente las matemáticas en el Instituto y en México.  Fueron éstos las visitas frecuentes de los distinguidos matemáticos estadounidenses George Birkhoff y Solomon Lefschetz entre 1944 y 1966.  Siendo la fundación del Instituto a pocos meses del ataque a Pearl Harbor, que llevó a Estados Unidos a incorporarse en la Segunda Guerra Mundial, y dada la relevancia de las matemáticas en diversas tácticas militares, el gobierno de ese país consideró conveniente que hubiera una supervisión del desarrollo de las matemáticas en México y en el resto de América Latina.  El primer encargado fue el profesor George David Birkhoff, de la Universidad de Harvard, quien tuvo una gran influencia sobre las primeras investigaciones realizadas en el Instituto.  En particular, participó en los trabajos sobre física-matemática que desarrollaron Barajas y Graef, y en los de geometría de Roberto Vázquez y Javier Barros Sierra.  Gracias a la relación con Birkhoff, Barajas y Graef hicieron una visita a Harvard.  En esos días Birkhoff organizó una campaña de donación de libros entre sus colegas de Harvard para la biblioteca del Instituto, hoy llamada “Sotero Prieto”, dando así el primer paso para formar la que ahora es una de las más importantes en América Latina.
Desafortunadamente fallece Birkhoff inesperadamente en 1944, recayendo el encargo de velar por las matemáticas mexicanas en la persona de Solomon Lefschetz uno de los más grandes matemáticos del siglo XX.  Fue tan grande su influencia y su apoyo, que el Gobierno de México lo condecoró con la Orden del Águila Azteca. Entre lo mucho que hizo por el Instituto fue gestionar becas para que investigadores jóvenes y egresados brillantes de la Facultad de Ciencias fuesen a la Universidad de Princeton y otras a obtener su doctorado.
Por otro lado, además de los seminarios que impartía, Lefschetz enfocó su gran energía creativa a lograr que en el Instituto se cultivaran áreas que él consideraba importantes, como la geometría algebraica, la topología algebraica y las ecuaciones diferenciales.  En 1956, con el invaluable apoyo de Lefschetz, el Instituto organizó en la Ciudad Universitaria el Symposium Internacional de Topología Algebraica, que atrajo a los más destacados especialistas en esa rama y otras afines.  Se expusieron trabajos fundamentales, que aparecieron en las memorias que se publicaron en 1958 con apoyo de la UNESCO.  En 1959, nuevamente con el apoyo de Lefschetz, el Instituto organizó el Symposium Internacional de Ecuaciones Diferenciales con características similares al primero.
Tras su fundación, la primera tarea que se impuso el Instituto fue la organización del I Congreso Nacional de Matemáticas.  En ese congreso se plantea la organización del Instituto en varias vías:
(a)	trabajo de investigación;
(b)	envío de investigadores al extranjero a profundizar sus conocimientos;
(c)	invitación a matemáticos extranjeros para desarrollar seminarios especializados en el Instituto;
(d)	formación de una biblioteca especializada en matemáticas;
(e)	celebración de asambleas y congresos nacionales de matemáticas;
(f)	organización de reuniones matemáticas en México de carácter internacional;
(g)	publicación de artículos de investigación.
En el congreso también se plantean las bases para la fundación de la Sociedad Matemática Mexicana, la cual entra en funciones el 30 de junio de 1943.
En 1953 el Instituto se traslada del Palacio de Minería en el centro histórico de la Ciudad de México a la flamante Ciudad Universitaria en el sur de la ciudad.  En el nuevo campus, el Instituto ocupa los pisos 6º y 7º de la Torre de Ciencias, ubicada en el centro del campus, a unos pasos de la Facultad de Ciencias.

## Expansión
El Instituto Politécnico Nacional le encarga al eminente fisiólogo Arturo Rosenblueth (1900-1970) la puesta en marcha del Centro de Investigación y de Estudios Avanzados.  Rosenblueth llama a José Ádem (1921-1991), a la sazón investigador del Instituto de Matemáticas, para que se haga cargo de formar el Departamento de Matemáticas, el cual se funda en 1961.
Hasta los años setenta, el Instituto había mantenido una plantilla de investigadores relativamente pequeña, pero a la vez había estado enviando estudiantes brillantes a las mejores universidades de Europa y de los Estados Unidos a obtener su doctorado. Un grupo de entusiastas, entre los que destacan José Luis Abreu, Helga Fetter y Arturo Ramírez Flores, invitando a jóvenes que recién regresaban a México con su doctorado, se propusieron establecer en Guanajuato un Centro de Investigación en Matemáticas, que comenzó a funcionar en 1980, el CIMAT, que ahora forma parte del vasto sistema de centros de investigación que coordina y financia el Consejo Nacional de Ciencia y Tecnología. Su primer director fue Arturo Ramírez, quien a la sazón era investigador del Instituto
Durante esta época, el Instituto creció considerablemente, de una veintena de investigadores, hasta llegar a medio centenar.  Los nuevos investigadores, recién doctorados, le imprimen una nueva dinámica al Instituto, con novedosas investigaciones y con gran proyección internacional.
A finales de la década, en 1989, se funda la Unidad Morelia y en 1996 la Unidad Cuernavaca, dependientes del Instituto.  La primera de ambas se independizó del Instituto en 2011 [Informe 2013], convirtiéndose en el Centro de Ciencias Matemáticas.
A finales de 2011 se establece la Unidad Juriquilla del Instituto de Matemáticas en Querétaro, centrando su investigación en temas de biomatemáticas y combinatoria. En 2017 se establece la Unidad Oaxaca del Instituto con 12 investigadores. En la creación de esta unidad convergen esfuerzos del Instituto y del CONACYT, a través del programa de Cátedras para Jóvenes Investigadores.
En 2013-14 se sentaron las bases para la puesta en marcha, en 2015, de la Casa Matemática Oaxaca AC. Será un lugar que funcionará de modo similar y en colaboración con la Banff International Research Station (BIRS), que es una corporación trinacional (Canadá—Estados Unidos—México) con sede en Banff, Canadá y se enmarca en la tradición del famoso centro de reuniones matemáticas de Oberwolfach, Alemania. La Casa Matemática Oaxaca será una asociación civil, de la cual la UNAM es socio fundador, y cuyo Comité Directivo incluye a los directores del CIMAT, así como los del Centro de Ciencias Matemáticas y del Instituto de Matemáticas de la UNAM, y al jefe del Departamento de Matemáticas del CINVESTAV. Este comité se encargará de supervisar y diseñar el funcionamiento básico de la Casa.

## Actividades

### Investigación
En el año 2000, el Instituto de Matemáticas contaba con 15 investigadores en Morelia, 19 en Cuernavaca y 55 en su sede de Ciudad Universitaria.  A principios de 2009 son 20, 24 y 56, respectivamente.  Aunque no ha crecido significativamente la planta académica del Instituto, su productividad primaria sí ha ido en aumento: en 1997 se publicaban 0.98 artículos por investigador al año, mientras que en 2007 fueron 1.65, cuando la tasa mundial es de alrededor de 1.0 en matemáticas [op. Cit.].  En parte, este aumento se debe a que sus áreas de trabajo se han diversificado como veremos a continuación.
Puesto que por principio, y respondiendo a su carácter nacional, el Instituto se plantea el desarrollo global de las matemáticas en México, son numerosas las áreas que se cultivan en él.  Las más antiguas y tradicionales son el álgebra y la topología.  Una rama del álgebra particularmente fuerte en el Instituto es la teoría de representaciones de álgebras.  En topología destaca la rama de teoría de singularidades, aunque también se trabajan la topología algebraica, la topología en dimensiones bajas (nudos y 3-variedades) y la topología general.
Al igual que por las ramas ya mencionadas, el interés por el análisis matemático en el Instituto empezó en la década de los cuarenta y a principios de los cincuenta.  Más recientemente, se ha incursionado en el área de las ecuaciones diferenciales parciales con diversas perspectivas: la topológica y la de control entre otras. De tal manera que esta importante área de las matemáticas se encuentra en crecimiento en las tres sedes.
La combinatoria y, en particular, la teoría de gráficas, son áreas que se cultivan en el Instituto desde los años setenta y ahora se han extendido al estudio de la convexidad y de la geometría discreta.
En los ochenta empieza a desarrollarse fuertemente en el Instituto el área de sistemas dinámicos, muy vinculada con las áreas de geometría algebraica, topología algebraica, singularidades, et cétera.
En la última década del siglo XX y la primera del XXI ha destacado el área de la probabilidad.  As,i mismo, el Instituto incursionó en nuevas áreas, entre las que están la física matemática, la teoría de números y la computación teórica con grupos pequeños pero de alta calidad y gran productividad.  La física matemática se cultiva en Ciudad Universiaria, Cuernavaca y Morelia, desde que aún era unidad del Instituto, la teoría de números en Morelia y la computación teórica en Ciudad Universitaria.  Y además de los temas ya descritos, en el Instituto también se cultivan, o se han cultivado, otras áreas de las matemáticas, como la lógica matemática y la estadística.
Hasta la década de los cincuenta, el Instituto era la única institución en México en la que se hacía investigación en matemáticas.  El panorama ha mejorado sustancialmente, pues en 2008 los miembros del Instituto ya sólo representan el 18% del total de matemáticos en el Sistema Nacional de Investigadores; sin embargo, su liderazgo académico se pone de manifiesto al observar que representan el 36% de los niveles 3 y el 27% de los niveles 2.

### Docencia
El personal del Instituto de Matemáticas siempre ha estado comprometido con la docencia.  Ésta la ejerce, tanto impartiendo cursos, desde el bachillerato hasta el posgrado, asesorando alumnos y dirigiendo tesis, así como escribiendo libros de texto para diferentes niveles educativos.
En 2014 el instituto registra a 166 estudiantes asociados a su personal académico, de los cuales 76 son de doctorado, 70 de maestría y 20 de licenciatura.  En el mismo año, se defendieron 73 tesis, de las cuales 12 fueron de doctorado, 22 de maestría y 39 de licenciatura.  Así mismo, se impartieron 135 cursos, sin contar cursillos, talleres o cursos de actualización, de los cuales uno fue en bachillerato, 77 en licenciatura, 55 en maestría y 2 en doctorado. (Datos proporcionados por la institución.)
También se participa en el Seminario Universitario para la Mejora de la Educación Matemática en la UNAM (SUMEM).

### Difusión y divulgación
El Instituto de Matemáticas asume su responsabilidad de difundir las matemáticas a través de varios programas.
- Festival Matemático

Las primeras tres ediciones de este popular encuentro se llevaron a cabo en 2010, 2012 y 2013 en el Jardín Hidalgo, en Coyoacán. Se montan carpas, en las cuales hay una gran diversidad de actividades lúdicas, estrechamente vinculadas con las matemáticas.  En 2014 se montó el festival en la Explanada del Museo de Arte Contemporáneo (MUAC) de la UNAM, en la Zona Cultural de la Ciudad Universitaria. En 2015, la quinta edición se realizó en el Jardín de los Leones, al lado de la Estela de la Luz en el Bosque de Chapultepec.
También se participa en festivales en pequeñas comunidades no demasiado alejadas de la Ciudad de México, así como con ponencias en congresos, charlas, coloquios, sesiones de taller impartidas, etc.
- Aventuras matemáticas

Con el objeto de hacer accesibles a un público amplio diversos temas de matemáticas, unos elementales y otros no tanto, en colaboración con TvUNAM, el instituto puso en marcha el programa Aventuras matemáticas con el fin de producir material fílmico.  Dentro de este programa se han producido 4 vídeos de divulgación matemática:
- Mapas

- ¿Qué hace hoy un matemático?

- ¿Qué es el cálculo?

- Nudos

- Otros

Para celebrar el Día de Pi (14 de marzo) se participa con actividades lúdicas y pláticas alusivas a Pi en escuelas. Asimismo, con distintas actividades de divulgación se conmemoran el Día Internacional de la Mujer y la Niña en la Ciencia (11 de febrero) y el Día Internacional de las Mujeres en Matemáticas (12 de mayo).
Además, varios investigadores han escrito libros de divulgación, entre los cuales, varios se encuentran en la serie La ciencia para todos del Fondo de Cultura Económica:
1.	Luis Montejano Peimbert, “La cara oculta de las esferas”, vol. 75 (1989)
2.	Javier Bracho, “¿En qué espacio vivimos?”, vol. 77 (1989) (2.ª edición 1999)
3.	José Antonio de la Peña, “Álgebra en todas partes”, vol. 166 (1999)
4.	Alejandro Illanes Mejía, “La caprichosa forma de Globión”, vol. 168 (1999)
5.	Carlos Prieto de Castro, “Aventuras de un duende en el mundo de las matemáticas”, vol. 206 (2005)
6.	Carlos Prieto de Castro, “Sarando vuelve al mundo de las matemáticas”, vol. 233 (2012)

## El Instituto en números
De acuerdo con el Estatuto de Personal Académico de la UNAM, son seis los niveles en los que se clasifican los investigadores de la institución de acuerdo con sus méritos académicos.  En los institutos de investigación son admitidos sólo cuatro: Investigador Asociado C, Investigador Titular A, Investigador Titular B E Investigador Titular C. La tabla siguiente y la gráfica asociada dan el número de investigadores (hombres y mujeres), por niveles, de acuerdo con el Estatuto de Personal Académico de la UNAM, siendo Titular C (Tit. C) el nivel más alto.
|         | Total | Asoc C | Tit A | Tit B | Tit C |
| ------- | ----- | ------ | ----- | ----- | ----- |
| Hombres | 70    | 10     | 24    | 16    | 20    |
| Mujeres | 18    | 3      | 8     | 4     | 3     |
| Total   | 88    | 13     | 32    | 20    | 23    |

En 1984, cuando la crisis económica afectó muchísimo las percepciones económicas de los investigadores en México, se creó el Sistema Nacional de Investigadores (SNI).  Éste es un programa de becas para reconocer el desempeño de los investigadores.  Éstos reciben un nombramiento, de acuerdo con una evaluación hecha por pares, en comisiones ad hoc para cada área del conocimiento. Matemáticas corresponde al área 1, de ciencias exactas.  Los miembros del SNI pueden recibir el nombramiento de Candidato a Investigador Nacional, Investigador Nacional nivel I, Investigador Nacional nivel II e Investigador Nacional nivel III, así como Investigador Nacional Emérito. La siguiente tabla y la gráfica asociada indican la participación de los investigadores del instituto en el Sistema Nacional de Investigadores.
|         | Total | SNI I | SNI II | SNI III |
| ------- | ----- | ----- | ------ | ------- |
| Hombres | 65    | 17    | 25     | 23      |
| Mujeres | 18    | 7     | 8      | 3       |
| Total   | 83    | 24    | 33     | 26      |

Además del SNI, cada universidad estableció un programa de estímulos al desempeño, con el objeto de reconocer a los miembros de su personal académico que destacan en las actividades sustantivas de su institución.  En la UNAM son éstas la docencia, la investigación y la difusión del conocimiento.  La prima al desempeño (PRIDE) se otorga en cuatro niveles, PRIDE A, PRIDE B, PRIDE C y PRIDE D.  Los primeros los decide una comisión evaluadora especial de cada dependencia,  mientras que el nivel D, a propuesta de la mencionada comisión, se turna a una comisión de alto nivel. La siguiente tabla y su gráfica asociada muestra el nivel de PRIDE al que son acreedores los investigadores del instituto.
|         | Total | PRIDE A | PRIDE B | PRIDE C | PRIDE D |
| ------- | ----- | ------- | ------- | ------- | ------- |
| Hombres | 65    | 1       | 10      | 34      | 20      |
| Mujeres | 15    | 0       | 4       | 7       | 4       |
| Total   | 80    | 1       | 14      | 41      | 24      |

(Datos de 2014 proporcionados por la institución.)

## Investigadores reconocidos
Los investigadores del Instituto que han sido reconocidos con premios importantes son los siguientes:

### Premio Nacional de Ciencias y Artes
1.	José Antonio de la Peña (2005)
2.	Mónica Clapp (2018)
3.	Santiago Alberto Verjovsky (2021)

### Premios de la Academia Mexicana de Ciencias
1.	Santiago López de Medrano
2.	Luis Montejano Peimbert
3.	José Antonio de la Peña

### Premios Universidad Nacional
1.	Alfonso Nápoles Gándara (Docencia 1987)
2.	Guillermo Torres (Docencia 1988)
3.	Roberto Vázquez García (Investigación 1989)
4.	Emilio Lluis Riera (Docencia 1990)
5.	Humberto Cárdenas (Docencia 1991)
6.	Gonzalo Zubieta Russi (Docencia 1992)
7.	Víctor Neumann-Lara (Investigación 1995)
8.	Adalberto García Máynez (Docencia 1995)
9.	Luis Montejano (Investigación 2004)
10.	Alejandro Illanes (Docencia 2005)
11.	Raymundo Bautista Ramos (Investigación 2006)
12.	Francisco Raggi (Docencia 2007)
13.	Carlos Prieto de Castro (Docencia 2009)
14.	María Emilia Caballero (Docencia 2012)
15.	José Antonio de la Peña (Investigación 2012)
16.	Jorge Urrutia (Investigación 2014)
17.	Hortensia Galeana Sánchez (Docencia 2015)
18.	Mónica Clapp (Investigación 2017)
19.	Alberto Verjovsky (Investigación 2018)
20.	José Ríos (Docencia 2018)
21.	Laura Ortíz (Docencia 2020)

### Reconocimientos Distinción Universidad Nacional para Jóvenes Académicos
1.	José Antonio de la Peña (Investigación 1989)
2.	Xavier Gómez-Mont (Investigación 1990)
3.	Javier Bracho Carpizo (Docencia 1993)
4.	Alejandro Illanes (Docencia 1994)
5.	Hortensia Galeana (Investigación 1995)
6.	Florian Luca (Investigación 2008)
7.	Isabel Hubard (Docencia 2020)

### Distinciones Internacionales
- Premio Luis Elizondo: Roberto Vázquez García (1986)

- Premio TWAS en Matemáticas de la Academia de Ciencias del Tercer Mundo: José Antonio de la Peña (2002)
- Mención Honorífica de la Unión Matemática de América Latina y el Caribe: Mario Eudave (2004)

- Premio "Ferrán Sunyer i Balaguer" en matemáticas: José Seade (2006) y José Seade con Ángel Cano (2012)
- Premio Solomon Lefschetz, del Mathematical Council for the Americas: Mónica Clapp (2017)
- Premio Espíritu de Abdus Salam: Alberto Verjovsky (2018)
- Premio Reconocimiento de la Unión Matemática de América Latina y el Caribe: Lara Bossinger (2024)

### Exdirectores
Desde su fundación en 1942 han fungido como directores:
1.	Alfonso Nápoles Gándara (1942-1966)*
2.	Roberto Vázquez García (1966-1972)
3.	Humberto Cárdenas Trigos (1972-1984)
4.	Raymundo Bautista Ramos (1984-1994)
5.	Luis Montejano Péimbert (1994-1998)
6.	José Antonio de la Peña Mena (1998-2006)
7.	Javier Bracho Carpizo (2006-2014)
8.	José Antonio Seade Kuri (2014-2022)
9.	Hortensia Galeana Sánchez (2022-2023)
10.	Ricardo Gómez Aíza (2023-2024)**
11.	Isabel Alicia Hubard Escalera (2024- )
- * Durante 1964, Roberto Vázquez se hace cargo de la dirección por unos meses, debido a una ausencia sabática de Nápoles.
- ** Director Interino.